# 하프물범
하프물범(Pagophilus groenlandicus)은 최북단의 대서양과 북극해에 인접하는 지역에 서식하는 물범류이다.

## 특징
잔점박이물범보다는 조금 크다. 몸길이는 1.8미터 정도이며 무게는 115에서 180킬로그램 정도이다. 수컷이 암컷보다 두드러지게 큰 편이다. 어른 수컷은 몸색깔이 흰 크림색 같으며, 검은 머리와 등에 있는 U자 문양을 지니고 있다. 문양의 패턴은 비대칭적이고 불규칙하다. 어른 암컷도 수컷과 비슷하지만, 패턴이 덜 뚜렷하다. 2살에서 3살까지의 개체의 피부는 옅은 회색을 바탕으로 짙은 회색의 점으로 이루어져 있다. 앞지느러미는 흰색또는 옅은 회색이며, 5개의 발톱이 각각 나 있다. 꼬리는 10에서 15센티미터로 짧은 편이다. 털의 두께는 2센티미터 정도며, 피부의 색깔은 털의 색과 비슷하다. 많은 콧수염이 나 있으며, 가장 긴 경우는 12센티미터 정도이다. 갓 태어난 새끼는 검은 코와 눈을 제외하고는 모두 하얗다. 다 자라는 데는 5에서 7년이 걸리며, 길게는 30년까지 산다.
암컷 하프 바다표범은 젖을 떼는 데 약 80%의 시간을 물 속에서 보내고 20%의 시간을 얼음에서 젖을 떼거나 새끼 근처에서 보낸다. 하지만, 물 속에서 보내는 시간의 거의 절반은 잠수에서 회복될 것으로 예상되는 것을 훨씬 뛰어넘는 시간을 수면 위에서 보낸다. 이 행동은 어미 하프 바다표범이 새끼 근처에 머무르면서 에너지를 절약하고 얼음의 가혹한 조건을 피할 수 있게 해준다. 대부분의 포시드와 마찬가지로, 그녀는 성장하고 있는 젖먹이 새끼에게 충분한 질량 전달을 보장하기 위해 엄청난 양의 에너지를 필요로 한다.
다른 포시드 바다표범과 비교하여 하프 바다표범은 수심이 얕은 곳에서 중간 정도의 깊은 곳까지 잠수한다. 잠수 깊이는 계절, 시간 및 위치에 따라 다르다. 그린란드 해 하위 개체군에서 평균 잠수 횟수는 시간당 약 8.3번이고 잠수 깊이는 20m 미만에서 500m 이상이다. 잠수 시간은 2분 미만에서 20분이 조금 넘는 범위이고, 봄과 여름 동안 그린란드 바다의 얼음 덩어리를 따라 물개들이 먹이를 찾는 동안, 대부분의 다이빙은 50m 미만이다. 늦은 가을과 겨울에 잠수 깊이가 증가하는 것이 발견되었으며, 특히 덴마크 해협에서 평균 잠수 깊이가 141m인 것으로 밝혀졌다.
구조상으로는 잔점박이물범과 비슷해 같은 과에 속해 있었으며, 다 자라면 몸에 하프모양이 생긴다는 이유로 '하프물범'이라는 이름이 붙었다.

## 체온조절
어린 하프 바다표범들은 수유부터 젖을 떼는 나이까지 나누고 가죽에 의존한다. 이 털의 단열성은 내부나 털 사이에 공기층을 가두는 능력에 달려 있다. 그들의 지방이 발달하고 첫해의 털이 자라는데 1년이 걸린다. 성인 하프 바다표범은 주로 단열을 위해 지방을 사용한다.
하프 바다표범은 신진대사율과 에너지 요구량을 높이는 대신 체온을 관리하기 위해 해부학적 및 행동적 접근 방식을 결합한다. 그들의 낮은 임계 온도는 공기 중에서 섭씨 영하 10도 이하인 것으로 여겨진다. 블러버는 하프 씰의 코어를 절연하지만 오리발을 동일한 수준으로 절연하지는 않는다. 대신, 지느러미 모양의 지느러미는 열 손실을 방지하는 데 도움이 되는 순환 적응 기능을 가지고 있다. 두꺼운 지방은 음식이 부족하거나 단식 중에 몸을 단열하고 에너지를 제공한다. 더 효율적인 수영을 위해 블러버는 몸을 합리화한다. 갈색 지방은 신체 표면에서 돌아올 때 피를 따뜻하게 하고 에너지를 공급한다.
얼음 위에서 물개는 열 손실을 줄이기 위해 앞지느러미를 몸에 대고 뒷지느러미를 함께 누를 수 있다. 그들은 또한 열 손실을 최소화하기 위해 주변으로부터의 혈류를 다시 순환시킬 수 있다.

## 먹이
대부분의 피니피들처럼 하프물범은 육식성이다. 그들은 수십 종의 물고기와 무척추동물을 포함한 다양한 식단을 가지고 있다. 백해 개체군은 여름에 북쪽으로 이동하여 바렌츠 해에서 광범위하게 먹이를 찾는다. 일반적인 먹이는 크릴새우, 카플린(말로투스 비요수스), 청어(클루페아 하렝구스), 광어, 가다랑어 등이 있다. 하프 바다표범은 먹이의 풍부함에 크게 의존하지만 일부 먹이를 선호한다. 바렌츠 시하프 바다표범은 주로 청어와 북극 대구를 먹지만 크릴새우나 양서류는 덜 먹는데, 이는 아마도 이 바다표범들이 보통 그런 먹이보다 더 깊이 잠수하기 때문일 것이다. 서북대서양 하프 바다표범은 뉴펀들랜드 근해와 근해에서 모두 먹이를 찾고 있으며, 북극 대구(Boreogadus saida), 케이플린, 그린란드 넙치(Rinhardtius hippoglosoides), 아메리칸 플레이스(Hippoglosoides platesoides)와 같은 먹이를 가장 선호한다. 다른 개체군과 먹이를 찾는 지역과 마찬가지로, 먹이는 해안으로부터의 거리에 따라 다양하며, 북극 대구는 해안 근처에서 더 많은 부분을 차지하고 해안에서 더 많은 부분을 차지한다. 그러나 케이플린은 두 부위 모두에서 선호되는 먹이다. 먹이의 양은 다른 표범보다 적으며 주로 암컷 하프물범이 수컷 하프물범 보다 더 많이 먹는다.

## 멸종 위기 등급
하프물범의 멸종 위기 등급은 관심 필요(LC)이나, 사실 LC는 Least Concerned, 즉 최소한의 관심만이 필요하다는 말로, 관심 필요라는 번역은 적절하지 않다고 볼 수 있다. 같은 등급인 종으로는 모기나 쥐, 사람 등이 있다.